# Кръговрат (филм)
„Кръговрат“ е български телевизионен филм (психологическа драма) от 1992 година на режисьора Дочо Боджаков, по сценарий на Дочо Боджаков и Димитър Начев. Оператор е Иван Варимезов, а авторът на музиката е Сергей Джоканов Художник – Константин Джидров.

## Актьорски състав
| Изпълнител            | Роля                                                                                     |
| --------------------- | ---------------------------------------------------------------------------------------- |
| Коста Цонев           | Иван Димовски, бивш партизанин и приятел на Стоян, понастоящем началник на селската поща |
| Георги Георгиев – Гец | Стоян Шанов, бивш партизанин, понастоящем партиен лидер                                  |
| Аня Пенчева           | Мария Константинова Йонова, медицинска сестра от Дом за изоставени деца                  |
| Любен Чаталов         | Боян Шанов Борисов, син на Стоян Шанов                                                   |
| Боян Ковачев          | Боян Неделчев Априлов, следовател                                                        |
| Христо Шопов          | Филев                                                                                    |
| Иван Стаменов         |                                                                                          |
| Светозар Неделчев     | лекарят                                                                                  |